# 安托尼夫卡 (列季奇夫區)
49°27′18″N 27°42′52″E / 49.45500°N 27.71444°E
安東尼夫卡（烏克蘭語：Антонівка）是位於烏克蘭西部的村莊，由赫梅利尼茨基州裡赫梅利尼茨基區的萊蒂奇夫市鎮負責管轄。該村面積0.51平方公里，海拔高度269米，2001年人口130，人口密度每平方公里255.9人。